# Szkoły dla Zdrowia w Europie
Szkoły dla Zdrowia w Europie (ang. Schools for Health in Europe, skr. SHE) – projekt promocji zdrowia z elementami profilaktyki realizowany przez sieć szkół europejskich będąca projektem utworzonym przez WHO, Radę Europy i Komisję Europejską w 1991 (wówczas pod nazwą Europejska Sieć Szkół Promujących Zdrowie).

## Historia
Istotnym spotkaniem dla planowanego projektu było Europejskie Sympozjum Szkoła Promująca Zdrowie zorganizowane w 1986 przez Scottish Health Education Group (ośrodek współpracujący z Biurem Regionalnym dla Europy Światowej Organizacji Zdrowia). Wzięli w nim udział przedstawiciele 28 krajów, także Polski. Zapoczątkowało ono  budowanie koncepcji SHE, zapisanej po raz pierwszy w  1989 w  raporcie Zdrowa Szkoła.

## Cele i realizacja
Celem programu jest rozwijanie systemu edukacji szkolnej w zdrowiu, rozumianym jako dobrostan fizyczny, psychiczny, społeczny i duchowy. Do sieci należy 45 państw (2018). W 1992 wśród siedmiu pierwszych państw przyjęto m.in. Polskę, po dobrych efektach jakie przyniósł trzyletni program Szkoła promująca zdrowie, firmowany przez WHO.
Program jest uznawany za inwestycję w zdrowie i edukację (w Polsce w 2000 koordynowanie zadań w programie przeniesiono z resortu zdrowia do resortu edukacji). W ramach programu prowadzone są warsztaty, szkolenia i wymiana informacji, przygotowuje się wydawnictwa i poradniki oraz realizuje projekty. SHE jest najbardziej rozpowszechnionym i dynamicznie rozwijającym się siedliskowym projektem promocji zdrowia w Europie.

## Zasady
Kluczowe zasady szkoły promującej zdrowie zapisane w  rezolucji pierwszej Europejskiej Konferencji Szkół Promujących Zdrowie, (Saloniki-Halkidiki, 1997):
- demokracja – projekt wspiera uczenie się, rozwój osobisty i  społeczny oraz zdrowie,
- równość – projekt zapewnia wszystkim dostęp do pełnego zakresu edukacji, wolność od represji, lęku i  ośmieszania, wspiera rozwój emocjonalny i społeczny każdego członka społeczności szkolnej,
- wzmacnianie i rozwijanie kompetencji do działania – projekt zwiększa możliwości młodych ludzi do działania i wprowadzania zmian, wzmacnia uczniów, wspiera ich wizję siebie i umożliwia wpływanie na własne życia,
- środowisko szkoły – projekt uznaje, że środowisko fizyczne i  społeczne szkoły jest podstawowym warunkiem dla utrzymania i doskonalenia zdrowia oraz wspiera dobre samopoczucie społeczności szkolnej,
- program nauczania – projekt dostosowuje program nauczania do potrzeb młodych ludzi (obecnych i przyszłych), program powinien stymulować kreatywność, zachęcać do uczenia się i rozwijania umiejętności życiowych, być inspiracją dla nauczycieli i innych pracowników, wspierać ich rozwój osobisty i zawodowy,
- kształcenie nauczycieli – projekt jest inwestycją dla zdrowia i edukacji, której koncepcja powinna być uwzględniona w  kształceniu nauczycieli na różnych szczeblach,
- mierzenie efektów – projekt systematycznie dokonuje oceny skuteczności działań,
- współdziałanie – dla rozwoju projektu niezbędna jest współodpowiedzialność, partnerstwo i ścisła współpraca międzyresortowa, szczególnie resortu edukacji oraz zdrowia na poziomie krajowym, regionalnym i  lokalnym z jasnym określeniem roli i zakresu odpowiedzialności partnerów[1].